# Diocèse de Sankt Pölten
Le diocèse de Sankt Pölten est un diocèse catholique romain d'Autriche, dont le siège se trouve à la cathédrale de Sankt Pölten et est suffragant de l'archidiocèse de Vienne.

## Historique
Il fut créé le 28 janvier 1785 à partir d'une portion du diocèse de Passau (Actuellement en Allemagne), ainsi que l'absorption du diocèse de Wiener Neustadt, dont le siège fut donc transféré à Sankt Pölten.